# Service météorologique de Catalogne
Pour les articles homonymes, voir SMC.
Servei Meteorològic de Catalunya
Le Service météorologique de Catalogne,,, (catalan : Servei Meteorològic de Catalunya ; espagnol : Servicio Meteorológico de Cataluña), également connu sous le nom de Meteocat, est une entreprise publique rattachée au Département du territoire et de la durabilité du gouvernement de Catalogne (Espagne). C'est l'organisme responsable du système d'observation et de prévision météorologique en Catalogne. Il est membre associé de la Société européenne de météorologie (EMS).

## Histoire
Le 31 mars 1921, le Conseil permanent de la Communauté de Catalogne approuva le décret portant sur la création du Service météorologique de Catalogne (SMC), nommant Eduard Fontserè comme directeur. Le SMC a été placé sous l'autorité scientifique de l'Institut d'études catalanes. Le siège social, situé au dernier étage du bâtiment de l'horloge de l'école industrielle, commença à collecter et traiter les informations fournies par des observateurs volontaires, ainsi que les informations envoyées par télégraphie sans fil par l'État espagnol et les organisations internationales. Le directeur était de facto membre de la conférence des directeurs de l'Organisation météorologique internationale.
À partir de 1922, le SMC prépara une prévision météorologique quotidienne affichée dans les bâtiments publics et les bureaux de la Communauté de Catalogne. Après 1927, les informations météorologiques sont diffusées sur Radio Barcelona. Pendant les 17 années suivantes, le SMC a donné un énorme coup de pouce à la météorologie en Catalogne et a acquis une renommée internationale considérable. Ses contributions internationales comprennent alors sa participation à la création de l'Atlas international des nuages, sa contribution à l'Année polaire internationale (1932-1933) avec la création de deux observatoires de haute montagne à Sant Jeroni (Montserrat) et Turó de l'Home (Massif du Montseny), et la conception du pluviomètre de Jardi.
En 1939, le SMC est aboli lors de la guerre civile espagnole, ses archives et ses locaux sont saisis. En 1979, le statut d'autonomie de la Catalogne fut rétabli. Les archives de l'ancien SMC ont été restituées au gouvernement catalan en 1983. En 1996, le Conseil exécutif de Catalogne a recréé le Service météorologique de Catalogne en tant qu'organe administratif relevant de la Direction générale de la qualité de l'environnement du ministère de l'Environnement de l'époque. Les modifications au statut d'autonomie en 2006 stipulent que le gouvernement catalan est responsable de l'établissement de son propre service météorologique.

## Mission
Les missions du Service météorologique sont les suivantes :
- Planifier, mettre en œuvre et gérer un réseau d'installations météorologiques ;
- Planifier, mettre en œuvre et gérer un système de prévision du comportement des événements météorologiques ;
- Traiter, exploiter et diffuser les données générées par les installations météorologiques et le système de prévision ;
- Réaliser des études et proposer les mesures nécessaires à l'amélioration des connaissances climatiques ;
- Assister et travailler avec les autorités et institutions publiques et autres utilisateurs qui ont besoin d'informations météorologiques ;
- Participer à la création d'une carte météo de la Catalogne.

## Équipement

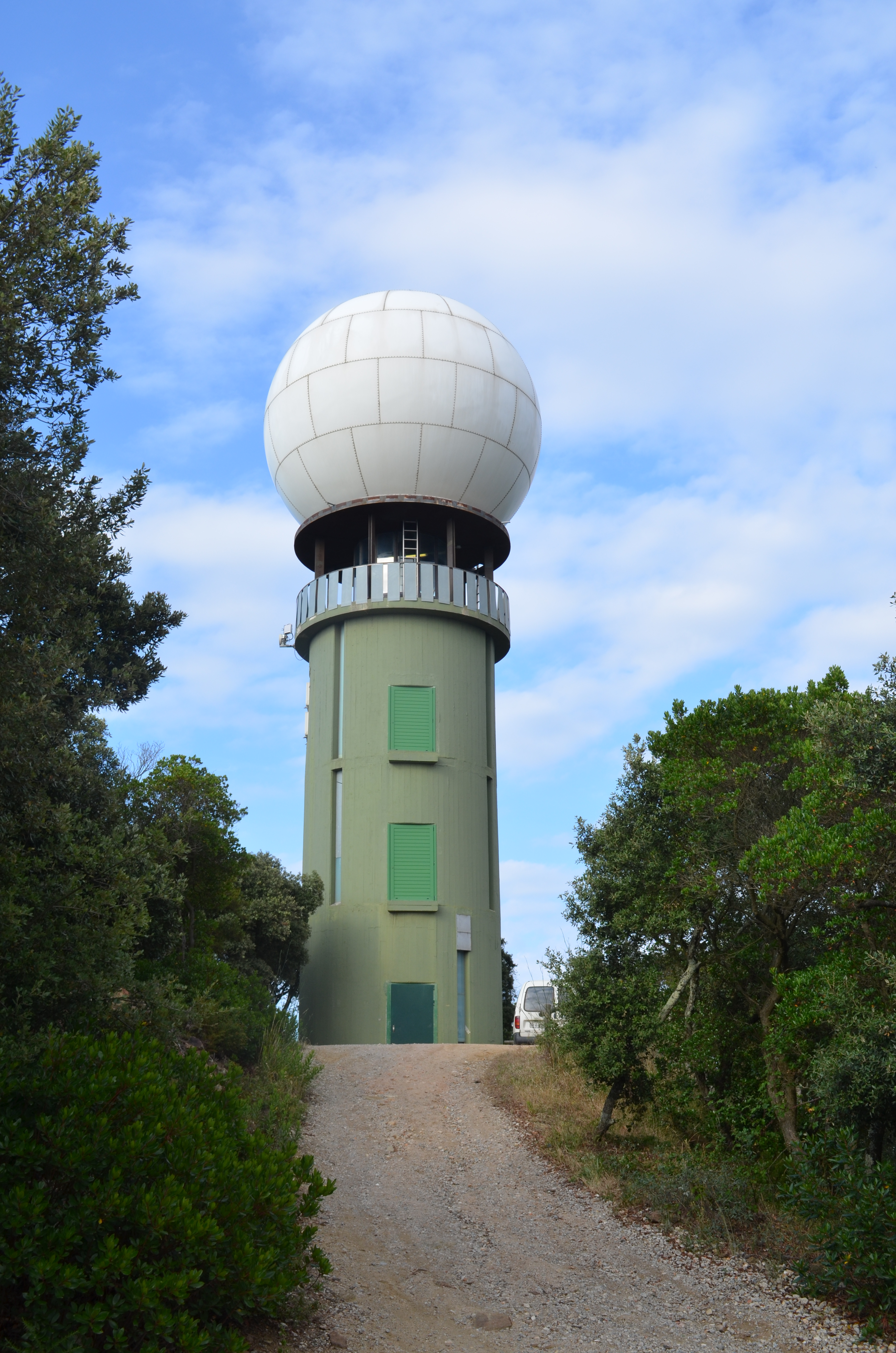
Radar météo de Puig d'Arques.

Le réseau de stations météorologiques automatiques (XEMA) transmettent les informations au SMC via la radio numérique, la technologie GSM ou le satellite. Au 29 mars 2015, XEMA comptait 174 stations. Le réseau d'observateurs météorologiques (XOM) est une initiative visant à élargir la disponibilité et le type d'informations. Il s'agit d'un complément au réseau d'équipements météorologiques automatique. Ce réseau est composé d'un groupe de personnes réparties sur tout le territoire qui collaborent avec le Service météorologique de Catalogne, fournissant des informations météorologiques liées à l'observation météorologique pour la caractérisation quotidienne du temps et la surveillance météorologique. Les informations fournies sont considérées comme officielles et peuvent être librement utilisées et diffusées.
Le réseau de radars météorologiques (XRAD) comprend quatre sites conçus pour fournir des estimations quantitatives des précipitations. Ces radars sont de type Doppler et fonctionnent en bande C. On les retrouvent à Vallirana, Puig d'Arques (ca), La Panadella (ca) et Tivissa-Llaberia (ca).
Le réseau de détection de détection de foudre (XDDE) est un service créé en avril 2003 pour la détection en temps réel des orages, aidant le public, la protection civile, les pompiers, les compagnies d'électricité et autres utilisateurs. Il sert en particulier dans la lutte contre les incendies de forêt, la protection des réseaux de télécommunications, des infrastructures et la planification des loisirs de plein air.
Le réseau d'instruments océanographiques et météorologiques de Catalogne collige la prise de données océanographiques et météorologiques de Catalogne. Il compte trois bouées météorologiques directionnelles qui mesurent les vagues directionnelles en temps réel situées à Cap Tortosa, Port Ginesta et Blanes. Une bouée dans le golfe de Roses mesure les ondes scalaires en temps réel. Deux marégraphes à L'Ampolla et Sant Carles de la Ràpita mesurent le niveau de la mer synoptique. Enfin, trois stations météorologiques climatiques à L'Ampolla, Sant Carles de la Ràpita et La Cava mesurent la température, la pression atmosphérique et le vent.